# Kevin Feige
Kevin Feige (ˈfaɪgi FY-ghee; 2 de juny de 1973) és un productor estatunidenc que va estar cap de Marvel Studios des de 2007. Els films que ha produït tenen una recaptació combinada de 26,8 milers de milions de dòlars. Feige és membre del Producers Guild of America. En 2019 va ser nominat a l'Oscar a la millor pel·lícula per produir Black Panther, la primera pel·lícula de superherois a rebre una nominació a Millor Pel·lícula, com també el primer film en el Marvel Cinematic Universe a rebre un premi de l'acadèmia, i el 2019 es va convertir en cap de continguts de Marvel Entertainment. Avengers: Endgame, que ell va produir, és actualment la pel·lícula més taquillera de tots els temps des de 2019.